# Polícia militar

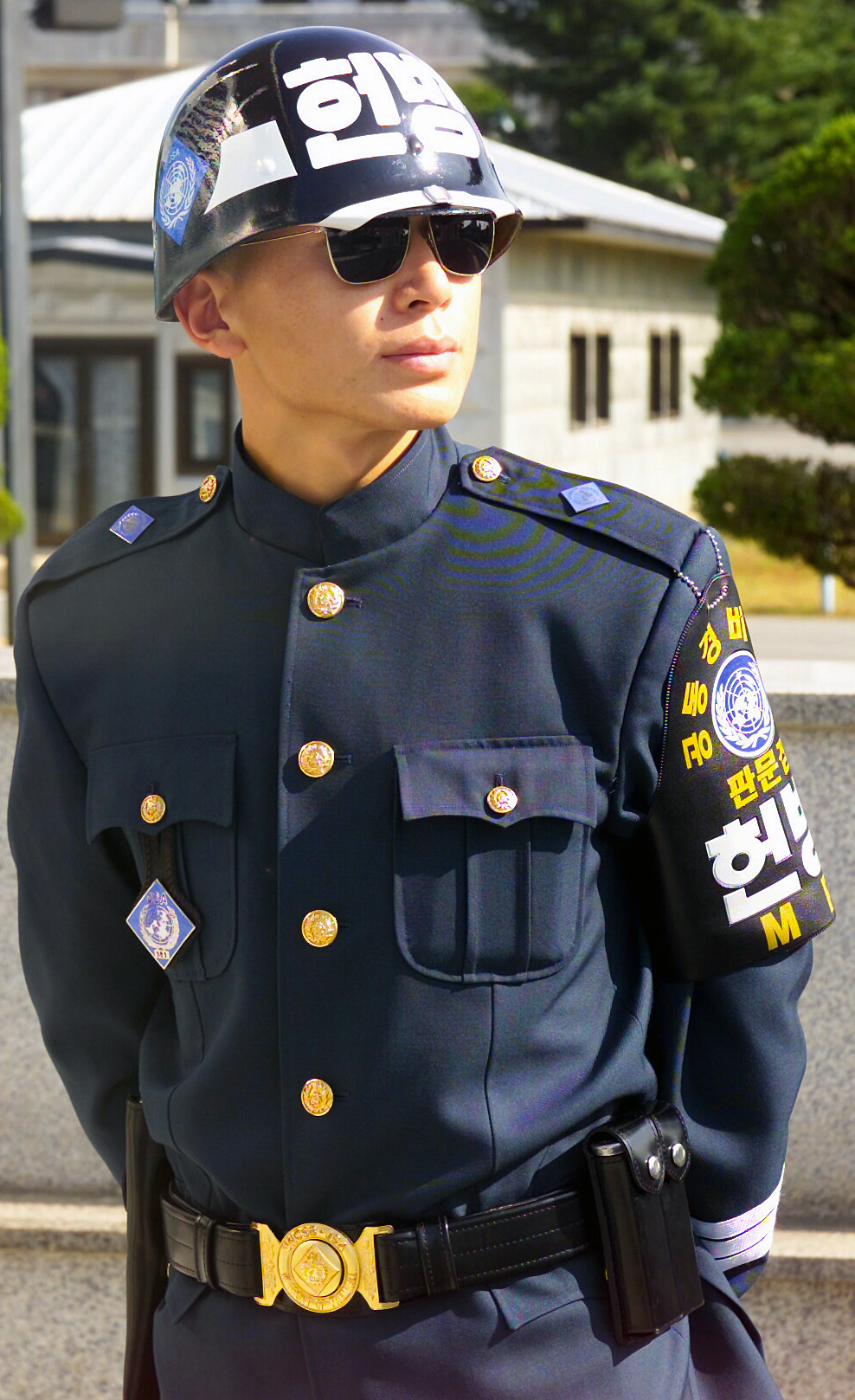
Membro da Polícia Militar da ONU, de guarda à Zona Desmilitarizada da Coreia.

A polícia militar (PM), segundo o conceito usado internacionalmente, é a corporação que exerce o poder de polícia no âmbito interno das forças armadas, garantindo a segurança, a ordem e a lei no seu seio. Geralmente, a sua atuação limita-se apenas às instalações e aos membros das forças armadas. Excepcionalmente, quando exercem a função de Polícia Judiciária Militar, podem ser incluídos civis inquéritos policiais militares, a depender do crime cometido.
Em tempo de guerra, além das anteriores missões, a polícia militar também se pode encarregar da defesa imediata de infraestruturas estratégicas, da proteção de altas autoridades militares e civis, da administração dos prisioneiros de guerra, da regulação do tráfego rodoviário e da segurança pública nas regiões sujeitas a administração militar.
Em muitos países, as forças armadas dispõem de um sistema judiciário independente do sistema judiciário civil, podendo administrar as suas próprias prisões e tribunais, os quais se regulam por legislação distinta. No âmbito dos sistemas judiciários militares de alguns países, inclusive ja acontece isso no Brasil, pode competir à polícia militar a função de polícia judiciária, encarregando-se da investigação de crimes militares ou de crimes comuns (tais como roubos, homicídios ou tráfico de droga) cometidos por militares.
No Brasil, o termo "Polícia Militar", se refere a forças policiais de segurança pública que realiza o policiamento ostensivo, preventivo, repressivo imediato e de preservação da ordem pública em todas unidades federativas do Brasil, que se organizam de maneira militar. Entretanto, não é é uma "polícia militar" no stricto sensu já que o papel de policialmente das forças armadas é dado para as Polícias das Forças Armadas do Brasil.
Em diversas forças armadas, o comandante da polícia militar tem o título de "preboste", título que em alguns exércitos também é utilizado para designar o próprio serviço de polícia militar. Em algumas forças armadas, o termo "polícia militar" aplica-se exclusivamente às polícias das suas componentes terrestres, designando-se as polícias das outras componentes por termos diferentes como "polícia naval" ou "polícia aérea". Algumas marinhas também usam o termo "mestre de armas" (em inglês: master-at-arms) para os policiais militares em embarcações.
Na maioria dos países, os membros da polícia militar distinguem-se dos restantes militares pelo uso de distintivos especiais, como são os casos de cinturões brancos, de braçais e capacetes com as siglas "PM", usados pelas polícias militares de inúmeros países. Outro distintivo tradicional eram os gorjais, placas metálicas com o emblema nacional usadas penduradas no pescoço pelos membros da polícia militar alemã, até ao final da Segunda Guerra Mundial.

## Contexto Histórico
A história das polícias militares brasileiras tem início em Minas Gerais, onde, desde o período colonial, já existia uma organização de força militar dedicada ao policiamento e à manutenção da ordem social. Em 1775, ocorreu uma significativa reforma militar na capitania, destacando-se a criação do Regimento Regular de Cavalaria de Minas (RRCM), considerado o núcleo formador da atual Polícia Militar de Minas Gerais (PMMG). Essa transformação promoveu a substituição dos antigos terços por regimentos auxiliares, que passaram a desempenhar funções de patrulhamento, repressão e proteção especialmente das estradas reais utilizadas para o transporte do ouro até o litoral, além de garantir a ordem pública em Minas Gerais. Dessa forma, essa estrutura militar representa uma das mais remotas experiências de força policial organizada no território brasileiro. 
Assim, a Polícia Militar de Minas Gerais é entendida como a mais antiga expressão de força policial estruturada no Brasil, anterior à criação da Guarda Real de Polícia no Rio de Janeiro em 1809. Portanto, conclui-se que a Polícia Militar de Minas Gerais é a polícia militar mais antiga do Brasil. Ademais, a legislação imperial registra a criação de outros corpos policiais nas províncias, como em 1818 no Pará, em 1820 no Maranhão, em 1825 na Bahia e em Pernambuco, e em 1834 no Espírito Santo.

## Outros conceitos de polícia militar
Para além do conceito internacional de polícia militar, como polícia de âmbito exclusivamente interno das forças armadas, o termo também pode ser usado para designar:
1. As organizações militares encarregadas tanto do policiamento interno das Forças Armadas como do policiamento civil, como são os casos das gendarmarias de alguns países;
2. As organizações de policiamento de âmbito exclusivamente civil, mas cujos membros têm o estatuto de militares, como são os casos das polícias militares estaduais brasileiras.

## Missões das polícias militares

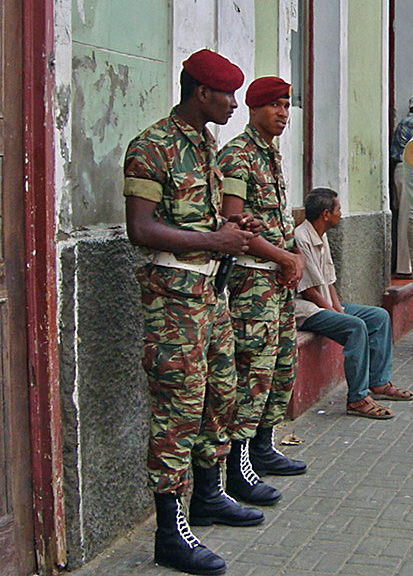
Soldados da Polícia Militar das Forças Armadas de Cabo Verde.

As missões específicas das polícias militares variam de país para país, de acordo com a organização das suas forças armadas e da sua legislação. A maioria dos países da OTAN segue a doutrina estabelecida pela STANAG 2085 (Polícia Militar Combinada da OTAN), a qual também é seguida por muitos países não pertencentes àquela organização. Em termos gerais, as missões compreendem:
- Assegurar o respeito pela lei e pelos regulamentos militares;
- Manutenção da ordem e da disciplina no seio das forças armadas;
- Prevenção e investigação criminal;
- Fiscalização e controle do trânsito rodoviário nas áreas militares;
- Segurança de instalações militares e estratégicas;
- Escolta de comboios militares;
- Segurança e proteção pessoal de autoridades militares e civis;
- Guarda de presos sujeitos à justiça militar;
- Evacuação, administração e guarda de prisioneiros de guerra;
- Controle de distúrbios;
- Perseguição e captura dos foragidos à justiça militar;
- Controle civis extraviados em zona de guerra;
- Realização de ações de cooperação civil-militar (CIMIC);
- Garantia da segurança pública em áreas sujeitas a administração militar;
- Segurança de retaguarda em zona de guerra.

## Preboste
Os prebostes são os comandantes e outros oficiais da polícia militar em diversos países. O termo "preboste" (do latim præpositus) é usado desde a Idade Média para designar vários tipos de autoridades de justiça militar.
Normalmente, existe um preboste encarregado de chefiar a polícia militar de cada grande unidade. Em alguns exércitos pode existir um preboste geral encarregue da chefia da polícia militar de todo o exército.
Por extensão, em algumas forças armadas, o termo "preboste" é usado para designar o conjunto dos serviços de polícia militar. Por outro lado, em alguns países, o preboste refere-se apenas a uma componente da polícia militar, como é o caso da guarda das prisões militares no Reino Unido.

## Polícias militares em diversos países

### Alemanha
Até a segunda guerra mundial, a Alemanha teve diversos tipos de gendarmarias que exerciam função de polícia militar. A polícia militar atual é denominada "Feldjäger" (caçadores), unidade militar com longa tradição no país, com origem no século XVII.

### Austrália
Como missão secundária, o Corpo Real Australiano de Polícia Militar (Royal Australian Corps of Military Police) executa a função de estafetas (correio militar) de segurança.

### Brasil
O nome “Polícia Militar” é usado no Brasil para as forças de segurança pública das unidades federativas, que não são polícias militares no sentido internacional do termo. As polícias militares das Forças Armadas do Brasil são a Polícia do Exército, Polícia da Aeronáutica e, na Marinha do Brasil, a Companhia de Polícia do Batalhão Naval, Companhia de Polícia da Tropa de Reforço e subunidades e frações de polícia dos Distritos Navais.

### Cabo Verde
Em Cabo Verde, a Polícia Militar (PM) é parte integrante da Guarda Nacional, a componente terrestre das Forças Armadas Cabo-Verdianas. Além das missões de âmbito exclusivamente militares, a PM desempenha uma série de missões de segurança pública em apoio das forças policiais civis, como é o caso do patrulhamento de locais criminalmente problemáticos, o policiamento de locais de interesse turístico e o controlo de tumultos. Compete também à PM a guarda dos edifícios oficiais como o Palácio do Governo e a Assembleia Nacional.

### Canadá
Em 1968, as Forças Armadas Canadenses (Marinha, Exército e Aeronáutica) foram unificadas numa só; a qual passou a denominar-se "Força Canadense". Até então, existam diferentes tipos de polícias militares. Atualmente a PM está subdividida em duas especialidades: uma de investigação criminal e patrulha disciplinar; e outra de apoio a operações de combate, para prisioneiros de guerra, escoltas, segurança, etc.. A polícia militar canadense caracteriza-se pelo uso de boinas vermelhas.

### Estados Unidos da América

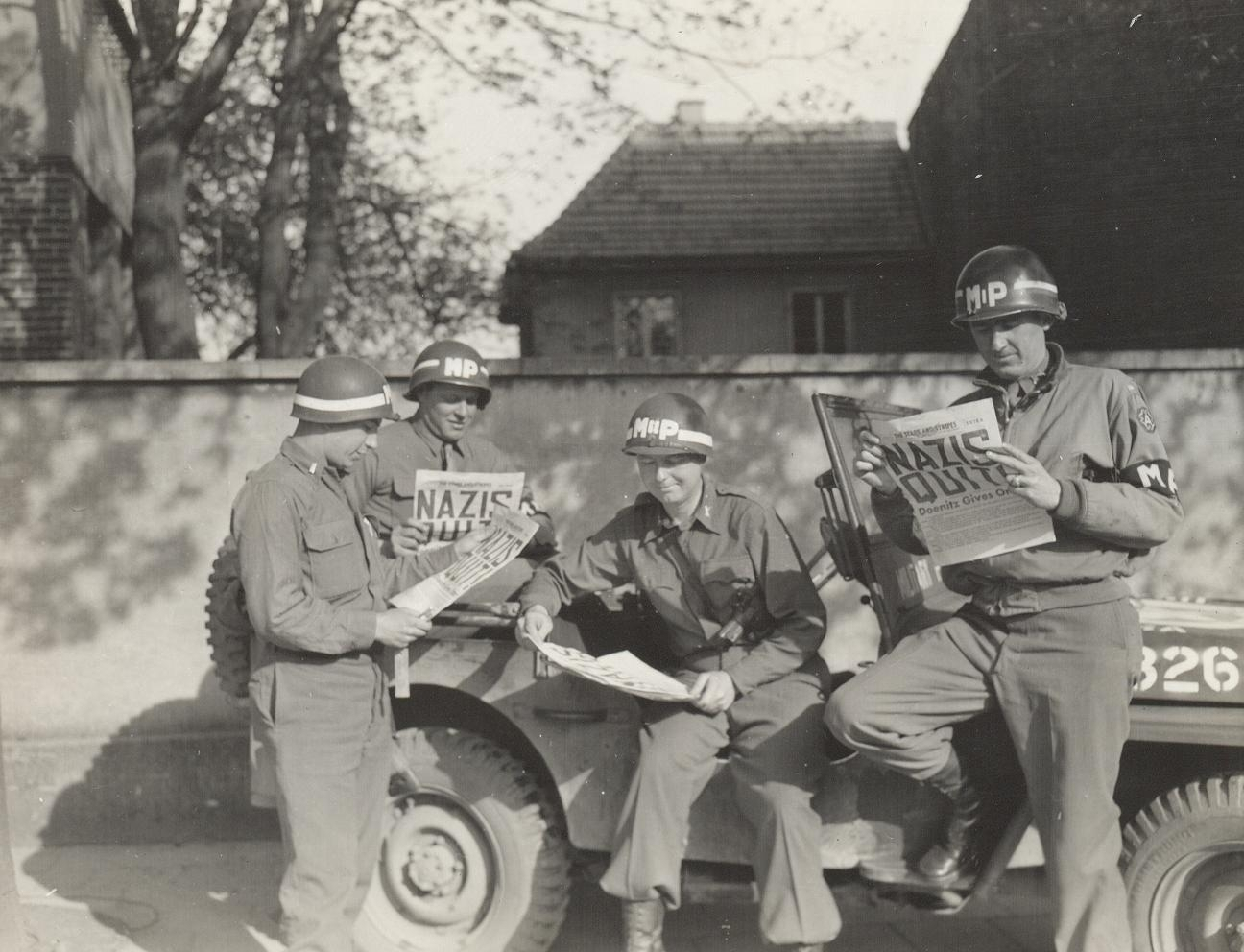
Soldados da Polícia Militar do Exército dos EUA, no final da Segunda Guerra Mundial.

Cada um dos ramos das Forças Armadas dos EUA mantém a sua própria força de polícia militar preventiva e uniformizada, excepto a Guarda Costeira que é, ela própria, um organismo policial. As forças de polícia militar preventiva são as seguintes:
- Military Police Corps (MP, Corpo de Polícia Militar), no Exército dos EUA;
- Provost Marshal's Office (Gabinete do Preboste), no Corpo de Marines dos EUA;
- Masters-at-arms (mestres de armas), ocasionalmente auxiliados pelos membros temporários da shore patrol (SP, patrulha costeira) em terra, na Marinha dos EUA;
- Security Forces (SF, Forças de Segurança) - anteriormente designada "Security Police (SP, Polícia de Segurança)" e antes disso "Air Police (Polícia Aérea)" - na Força Aérea dos EUA.

Além da polícia militar preventiva, cada ramo das Forças Armadas também mantém uma polícia de investigação militar. Existem:
- Criminal Investigation Command (CID, Comando de Investigação Criminal), no Exército dos EUA;
- Naval Criminal Investigative Service (NCIS, Serviço Investigativo Criminal Naval), na Marinha e no Corpo de Marines dos EUA;
- Criminal Investigation Division (CID, Divisão de Investigação Criminal) - apenas para crimes menores - no Corpo de Marines dos EUA;
- Office os Special Investigations (OSI, Gabinete de Investigações Especiais), na Força Aérea dos EUA;
- Coast Guard Investigative Service (CGIS, Serviço Investigativo da Guarda Costeira), na Guarda Costeira dos EUA.

A MP e o CID, bem como as prisões militares do Exército dos EUA, funcionam na dependência do Army Provost Marshal General (Preboste Geral do Exército).
Cada ramo das Forças Armadas também mantém serviços de polícia civil uniformizada, designados "Department of Defense Police (DoD Police, Polícia do Departamento da Defesa)". Estes serviços de polícia funcionam sob a direção de cada ramo (ex.: DoD Police Army do Exército e DoD Police Navy da Marinha), sendo-lhes atribuídas missões idênticas às das polícias civis locais. Compete-lhes, nomeadamente, fiscalizar o cumprimento do Código de Justiça Militar, das leis federais, das leis estaduais e dos regulamentos internos de cada instalação militar.
O Departamento da Defesa dos EUA mantém, na sua dependência direta, os seus próprios serviços de polícia civil preventiva e judiciária, respetivamente a Defense Criminal Investigative Service (DCIS, Serviço Investigativo Criminal da Defesa) e a Pentagon Force Protection Agency (PFPA, Agência de Proteção da Força do Pentágono).

### França

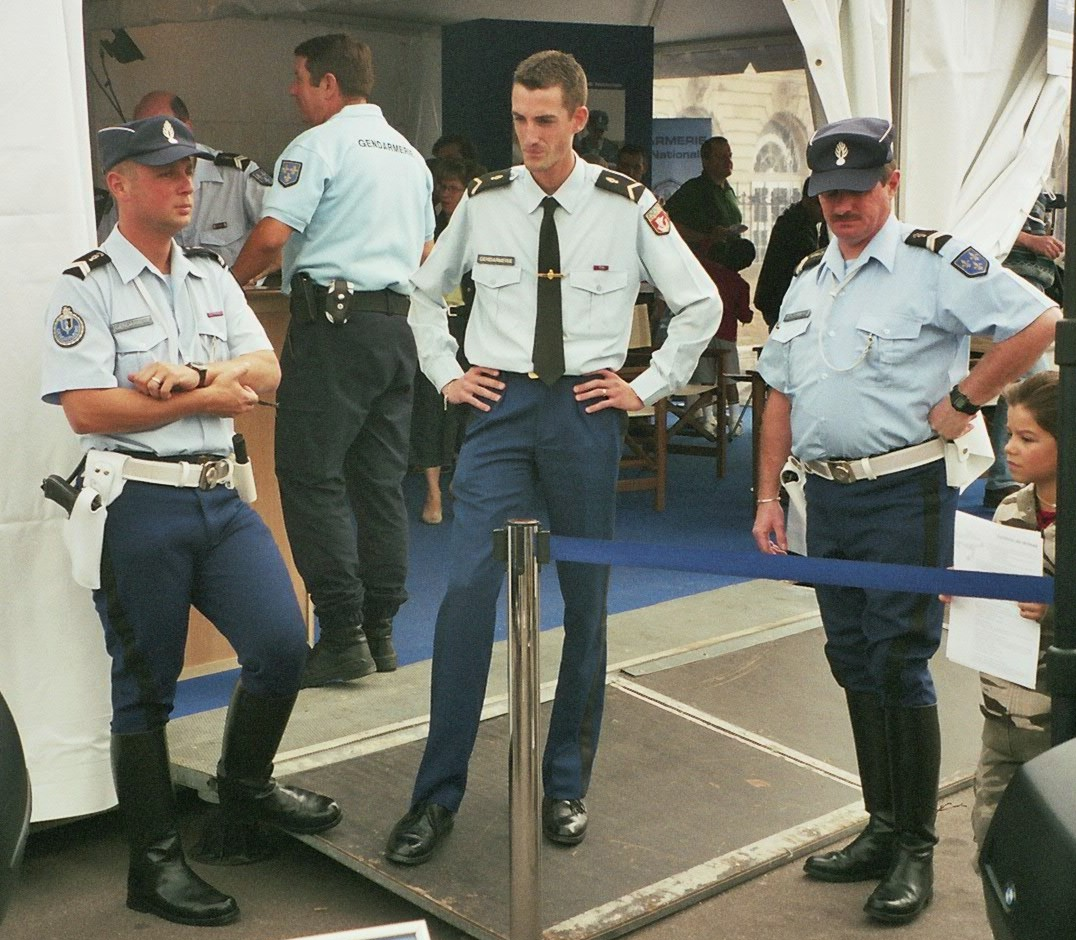
Membros da Gendarmaria Nacional (polícia militar da França).

Na França, não existe propriamente uma unidade específica de polícia militar. As missões habitualmente atribuídas àquele tipo de unidades são desempenhadas pela Gendarmerie nationale, as quais se acrescem às suas missões civis como uma das componentes do sistema de ordem pública do país. A Gendarmarie tem a particularidade de ser um ramo das Forças Armadas Francesas (dependendo para o efeito do Ministério da Defesa), mas de ter também poderes de polícia judiciária (sob o controlo do Ministério da Justiça).
A excepção é a Legião Estrangeira, cujas unidades  dispõem de destacamentos de polícia militar encarregues da manutenção da ordem interna e da disciplina no seu seio. Os seus membros são identificados pelo uso de um braçal verde e vermelho com a inscrição "PM" em letras brancas.
As funções de polícia militar da Gendarmerie são desempenhadas por algumas das suas formações especializadas. Assim, a Gendarmerie de l'air (Gendarmaria do Ar) atua como polícia militar nas bases aéreas e a Gendarmerie maritime (Gendarmaria Marítima) atua como polícia militar nas bases navais, além de atuar como guarda costeira. Já a Gendarmerie prévôtale (Gendarmaria de Preboste) assume a função de polícia militar junto das unidades das Forças Armadas Francesas em campanha e nas bases militares situadas no exterior do país.
Em tempo de paz, a Gendarmerie está encarregada de velar pela aplicação das leis e dos regulamentos no seio das unidades fora do território nacional francês. Tem autoridade para realizar inquéritos policiais relativos a todas as infrações ao direito civil ou penal que ponham em causa um militar francês.
Em tempo de guerra ou de crise, além das missões anteriores, também desempenha as missões de polícia judiciária nos teatros de operações, as de escolta de personalidades importantes e, pontualmente, as de segurança de instalações.
A França é o único país da Aliança Atlântica que não assinou o STANAG 2085 relativo às polícias militares, em virtude da diferença existente entre preboste (polícia judiciária militar) e polícia militar (segurança das instalações e do pessoal, guarda de prisioneiros e apoio à circulação).
Em matéria de segurança militar, as Forças Armadas Francesas dispõem também da Direction de la protection e de la sécurité de la défense (DPSD, Direção da Proteção e da Segurança da Defesa) - antigamente designada "Sécurité militaire" - que tem como missão velar pela segurança dos militares e das informações.
Na França, as funções de controlo do tráfego rodoviário militar - que noutros países são confiadas à polícia militar - são desempenhadas pelos regimentos de circulação rodoviária da Arma do Trem do Exército de Terra Francês.

### Índia
O Corpo de Polícia Militar Indiano (CMP, Corps of Military Police) herdou muitas das tradições britânicas. A polícia militar do Exército Indiano usa boinas vermelhas e braçais pretos com letras "MP" em vermelho; a polícia militar da Força Aérea usa quepes brancos e braçais pretos com letras "IAFP" (Indian Air Force Police) em vermelho; e a polícia militar da Marinha usa braçais pretos com letras "NP" (Naval Police) em dourado.

### Itália

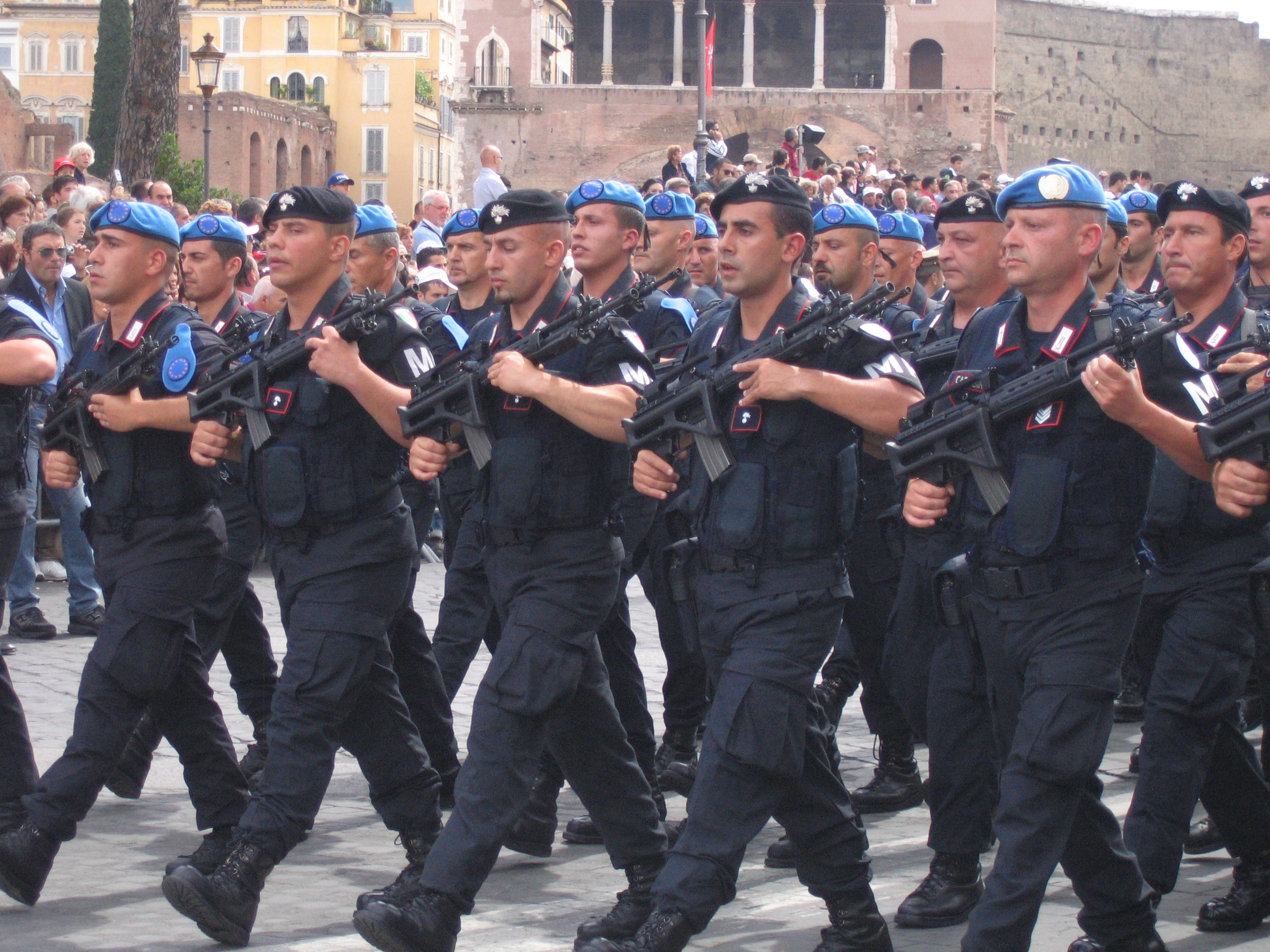
Soldados carabinieri da polícia militar da Itália.

A Arma dei Carabinieri (Arma de Carabineiros) é uma força do tipo gendarmaria que, além de ser uma das três polícias nacionais da Itália a atuar no âmbito civil, desempenha também a missão de polícia militar das Forças Armadas Italianas. Formada a 13 de julho de 1814, foi durante quase dois séculos parte integrante do Exército Italiano como a sua arma mais graduada. A 5 de outubro de 2000, os Carabinieri separam-se do Exército e tornaram-se num ramo independente das Forças Armadas Italianas.
A Arma de Carabinieri tem um total de cerca de 120 000 efetivos, incluindo os seus próprios serviços aéreos e marítimos. A maioria destes efetivos estão empenhados em missões de polícia civil.
A componente de polícia militar dos Carabinieri forma a Divisione Unità Mobili Carabinieri (Divisão das Unidades Móveis de Carabineiros), que inclui as 1ª e 2ª brigadas.
A  1ª Brigada da Divisione Unità Mobili Carabinieri está organizada em 11 batalhões móveis e um regimento de cavalaria. Apesar de também desempenhar as funções de polícia militar, está sobretudo vocacionada para o desempenho de missões de controlo de distúrbios no âmbito civil. Cada um dos seus batalhões inclui uma companhia mecanizada, o que lhes permite realizar operações de combate, se necessário.
A 2ª Brigada inclui o 1º Regimento Paraquedista dos Carabineiros "Tuscania", o 7º Batalhão de Carabineiros "Trentino - Alto Adige", o 13º Batalhão de Carabineiros "Friuli - Venezia Giulia" e o Grupo de Intervenção Especial. É nestas unidades que é mobilizada a maioria dos elementos que formam os pelotões, companhias e destacamentos de polícia militar dos Carabinieri atribuídos às principais unidades do Exército, Marinha e Aeronáutica, bem como a maioria do pessoal que forma os regimentos MSU (multinational specialist units, unidades especializadas multinacionais) e as unidades IPU (integrated police units, unidades integradas de polícia) que servem no estrangeiro em apoio de missões da União Europeia, da OTAN e da ONU.
A Itália dispõe também da Guardia di Finanza (Guarda Fiscal), uma força de gendarmaria especializada no controlo de fronteiras, na fiscalização aduaneira, no combate ao tráfico de drogas e na investigação de crimes financeiros. Se necessário, a Guardia di Finanza pode atuar como polícia militar especializada.

### Malásia
A polícia militar da Malásia denomina-se "Kor Polis Tentera DiRaja" (Corpo Real de Polícia Militar) e tem sua origem na Royal Military Police do antigo Império Britânico. Seus integrantes usam quepes vermelhos, equipamentos na cor branca, e braçais pretos com as letras "PT" em vermelho.

### Países Baixos
Nos Países Baixos, a função de polícia militar é realizada pela gendarmaria (Koninklijke Marechaussee). Uma corporação independente das forças armadas que tanto exerce a função de polícia militar, como também de policiamento civil.

### Portugal

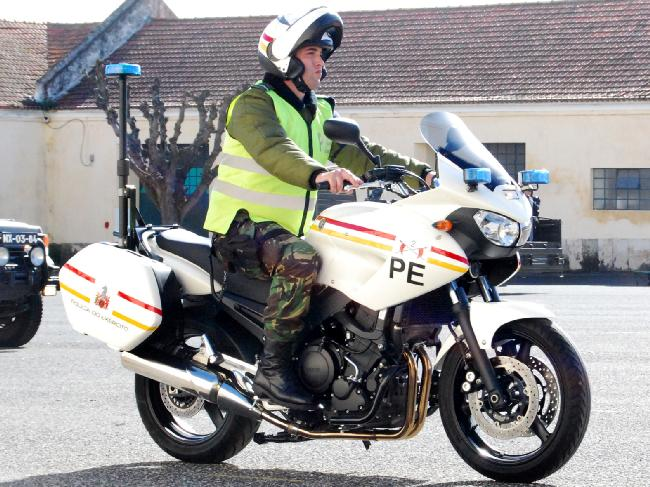
Batedor motociclista da Polícia do Exército (polícia militar do Exército Português).

Cada um dos ramos das Forças Armadas Portuguesas dispõe da sua própria polícia militar, existindo:
- Polícia do Exército (PE) -  até 1975, chamada "Polícia Militar (PM)" -, no Exército Português;
- Polícia Aérea (PA), na Força Aérea Portuguesa;
- Polícia Naval (PN), na Marinha Portuguesa.

A Marinha dispõe também da Polícia dos Estabelecimentos da Marinha, composta por pessoal militarizado (e não militar), que está encarregue do policiamento da Base Naval de Lisboa e de outras instalações navais.
Na dependência direta do Ministério da Defesa Nacional, existe a Polícia Judiciária Militar (PJM), com competência específica na investigação de crimes militares.
Em Portugal, existe também a Guarda Nacional Republicana (GNR) que é uma força de segurança de natureza militar, que funciona na dupla dependência do Ministério da Defesa Nacional e do Ministério da Administração Interna. Até à criação das polícias militares do Exército e da Força Aérea na década de 1950, competia à GNR exercer a função de polícia militar no âmbito daqueles ramos das Forças Armadas. Hoje em dia, no entanto, apesar de manter o estatuto de corpo especial de tropas que pode ser colocado sob as ordens do Estado-Maior-General das Forças Armadas em caso de guerra ou excepção, as funções policiais da GNR limitam-se praticamente ao âmbito civil.

### Reino Unido
No âmbito das Forças Armadas do Reino Unido, o termo "polícia militar" pode referir-se a dois tipos principais de polícias: as polícias dos ramos (service polices) e as polícias regimentais (regimental polices). As polícias civis do Ministério da Defesa - responsáveis pelo policiamento de instalações militares dentro e fora do Reino Unido - não são consideradas polícias militares.
As polícias dos ramos são responsáveis pelo policiamento do pessoal das Forças Armadas do Reino Unido. Cada um dos ramos das Forças Armadas tem o seu próprio serviço de polícia, uma unidade autónoma responsável pela manutenção da lei e da ordem, pela proteção pessoal de individualidades importantes e pelo controlo de tráfego. Cada uma das polícias dos ramos dispõe de um special investigation branch (SIB, ramo de investigação especial), responsável pela investigação de crimes graves, cujos membros atuam, normalmente, com roupas civis. Os três SIB são coordenados pelo Service Police Crime Bureau (Repartição Criminal da Polícia dos Ramos). As polícias dos três ramos das Forças Armadas são:
- Royal Navy Police (Polícia da Marinha Real) - designada "Regulating Branch (Ramo Regulador)" até 2007 e cujos praças e sargentos são tradicionalmente designados, respetivamente, "reguladores" e "mestres de armas" -, na Royal Navy. A Royal Navy Police engloba a Royal Marines Police (Polícia dos Marines Reais), especializada no policiamento dos Royal Marines, que até 2009 formava uma unidade independente dentro do Corpo;
- Royal Military Police (Real Polícia Militar) - cujos membros são conhecidos por "redcaps (bonés vermelhos), em virtude da cor da cobertura usada no seu uniforme -, no Exército Britânico;
- Royal Air Force Police (Polícia da Real Força Aérea) - cujos membros são conhecidos por "swondrops (flocos de neve), em virtude de usarem bonés brancos no seu uniforme -, na Royal Air Force.

As polícias regimentais são as subunidades de cada corpo ou regimento do Exército Britânico responsáveis pela manutenção da ordem dentro da unidade. Os seus membros são designados "prebostes regimentais" e são chefiados pelo sargento preboste regimental. Apesar da designação destas subunidades, os seus membros não são verdadeiros agentes policiais, apenas dispondo do poder de deter soldados de posto igual ou inferior ao seu.
Paralelamente à Royal Military Police e às polícias regimentais, no Exército Britânico existe também o Military Provost Staff Corps (Corpo de Estado-Maior de Preboste Militar), constituído apenas por sargentos. Este Corpo é responsável pela operação das prisões militares, não devendo ser assim confundido com os prebostes regimentais ou com os prebostes das forças armadas de outros países.
Para além das polícias militares, o Ministério da Defesa inclui vários organismos de polícia civil, cada qual com funções policiais específicas. Como os seus quadros de pessoal são compostos por agentes policiais não pertencentes às Forças Armadas, estas polícias não são classificadas como polícias militares. As polícias civis do Ministério da Defesa são:
- Ministry of Defense Police (Polícia do Ministério da Defesa) - responsável pela prestação de serviços de polícia preventiva, investigação criminal e de guarda da propriedade, pessoal e instalações sob tutela do Ministério da Defesa no Reino Unido;
- Sovereign Base Areas Políce (Polícia das Áreas da Base Soberana) - responsável pela prestação de serviços policiais às áreas Oriental e Ocidental da Base Soberana do Reino Unido no Chipre;
- Gibraltar Defense Police (Polícia da Defesa de Gibraltar) - responsável pela prestação de serviços policiais nas águas e terrenos sob tutela do Ministério da Defesa em Gibraltar.